# Dalibor Višković
Dalibor Višković (Capodistria, 6 gennaio 1977) è un allenatore di calcio ed ex calciatore croato, di ruolo difensore.

## Carriera

### Club
Ha militato nelle seguenti squadre: HNK Rijeka (serie A croata 1995-2002), NK Slaven Belupo (serie A croata 2003-2005), Hapoel Petah Tikva (serie A israeliana 2005-2006), nella stagione sportiva 2006-2007 è approdato al L.R. Vicenza.
Il 1º febbraio 2010, l'ex Vicenza, viene ingaggiato dalla Sambonifacese.

### Nazionale
Nel 2000 ha partecipato alla fase finale degli Europei Under-21 con la Nazionale croata.

## Palmarès

### Allenatore
- Supercoppa d'Istria: 1

NK Buje: 2019
- Coppa d'Istria: 1

NK Buje: 2018-2019